# Premio Brozzoni
Il premio Brozzoni è stato un concorso artistico che si è tenuto dal 1863, nella città di Brescia.

## Storia
Fu voluto inizialmente dall'imprenditore Camillo Brozzoni, per creare «una borsa di studio per giovani di talento e meritevoli». Camillo Brozzoni dopo aver lasciato parte del suo patrimonio all’Amministrazione comunale, legò il reddito di tale patrimonio all’istituzione di una “pensione” per giovani artisti. 
Al premio parteciparono artisti come Francesco Filippini (vincitore nel 1876, 1878, 1880).
Il Concorso svolto nel 1950 fu l'ultimo della storia del Legato Brozzoni.